# Václav Chytil
Václav Chytil (3. listopadu 1907 Lukov – 15. září 1980 Praha) byl český a československý národohospodář, vysokoškolský učitel, politik a člen Československé strany lidové, za kterou byl po roce 1945 poslancem Prozatímního Národního shromáždění, Ústavodárného Národního shromáždění, Národního shromáždění ČSR, České národní rady a Sněmovny národů Federálního shromáždění. Po roce 1948 a opět po roce 1968 byl politicky stíhaný komunisty.

## Život
V letech 1919–1927 vystudoval reálné gymnázium v Uherském Brodě, v letech 1927–1932 Právnickou fakultu Masarykovy univerzity a v letech 1932–1933 ještě absolvoval studijní pobyt v Bernu, kde studoval politickou ekonomii u profesora Ammona. Působil pak na berní správě v Brně. V letech 1934–1939 byl tajemníkem viceguvernéra Národní banky Československé Karla Engliše, kde pak v letech 1940–1945 pracoval v oboru měnové politiky. Působil i jako vysokoškolský učitel. V roce 1939 byl jmenován profesorem národního hospodářství, národohospodářské nauky a politiky na Právnické fakultě Masarykovy univerzitě. Po obnově českých vysokých škol zastával tento post i v letech 1945–1949. V roce 1946 byl jmenován členem Národní rady badatelské pro obor věd hospodářských a téhož roku se stal členem Syndikátu českých spisovatelů.
V roce 1945 se jako bezpartijní stal členem Zemského národního výboru v Moravskoslezské zemi. V letech 1945–1946 byl poslancem Prozatímního Národního shromáždění za lidovce. Po parlamentních volbách v roce 1946 se stal poslancem Ústavodárného Národního shromáždění, kde působil i jako místopředseda a kde setrval do parlamentních voleb roku 1948, po nichž se stal poslancem Národního shromáždění za lidovce zvoleným za brněnský volební kraj. V těchto volbách konaných po únorovém převratu v roce 1948 již lidová strana kandidovala jako loajální součást komunistického režimu. Během převratu odmítl nabídku, kterou mu dal Klement Gottwald, aby se stal ministrem financí v jeho poúnorové rekonstruované vládě. Již po pár měsících ale v srpnu 1948 rezignoval na poslanecké křeslo a na jeho místo nastoupil Jarolím Leichman.
Po únorovém převratu v roce 1948 byla jeho politická i profesní dráha přerušena. V roce 1949 byl vzat do vazby a pro trestný čin velezrady odsouzen na dobu 12 let. Celkem devět let pak strávil v trestních táborech v Jáchymově a Příbrami. Propuštěn byl v roce 1958 během amnestie. V letech 1958–1967 byl dělníkem v podniku Prefa Veselí nad Moravou. Až během pražského jara se vrátil do společenského života. Byl plně rehabilitován a v letech 1969–1971 působil na Právnické fakultě Univerzity Karlovy jako profesor národního hospodářství.
Na přelomu 60. a 70. let se znovu vrátil i do zákonodárných sborů. Sem ho přizval Josef Smrkovský, s nímž se znal z vězení. Po federalizaci Československa usedl roku 1969 za lidovce do Sněmovny národů Federálního shromáždění. Zde působil do konce volebního období v listopadu 1971. V letech 1969–1970 byl rovněž poslancem České národní rady za ČSL. Roku 1970 rezignoval. Po invazi vojsk Varšavské smlouvy do Československa byla jeho politická i profesní kariéra opět ukončena. V roce 1971 ho Univerzita Karlova nuceně penzionovala.
Zemřel 15. září 1980 v Praze. Pochován je v Brně na Královopolském hřbitově.
V roce 2001 mu byl in memoriam udělen Řád Tomáše Garrigua Masaryka.